# Campionati del mondo di ciclocross 1998
I Campionati del mondo di ciclocross 1998 (en.: 1998 UCI Cyclo-cross World Championships) si sono svolti a Middelfart in Danimarca, dal 31 gennaio al 1º febbraio 1998.
Sono state 3 le gare in programma, tutte maschili.

## Programma
Sabato 31 gennaio:
- Uomini Under-23

Domenica 1º febbraio:
- Uomini junior
- Uomini Elite

## Medagliere
| Pos.   | Nazione   | Oro | Argento | Bronzo | Totale |
| ------ | --------- | --- | ------- | ------ | ------ |
| 1      | Belgio    | 2   | 2       | 1      | 5      |
| 2      | Svizzera  | 1   | 0       | 0      | 1      |
| 3      | Italia    | 0   | 1       | 0      | 1      |
| 4      | Rep. Ceca | 0   | 0       | 1      | 1      |
| 4      | Danimarca | 0   | 0       | 1      | 1      |
| Totale | Totale    | 3   | 3       | 3      | 9      |

## Podi
| Eventi            | Oro                 | Tempo    | Argento            | Tempo   | Bronzo         | Tempo   |
| Gare              |                     |          |                    |         |                |         |
| Elite dettagli    | Mario De Clercq     | 1h04'06" | Erwin Vervecken    | a 1'04" | Henrik Djernis | a 1'07" |
| Under-23 dettagli | Sven Nys            | 52'14"   | Bart Wellens       | a 24"   | Petr Dlask     | a 29"   |
| Junior dettagli   | Michael Baumgartner | 38'56"   | Stefano Toffoletti | a 3"    | Davy Commeyne  | s.t.    |